# Oliver Glasner
Oliver Glasner (* 28. August 1974 in Salzburg) ist ein ehemaliger österreichischer Fußballspieler und heutiger -trainer und Funktionär. 2022 gewann er mit Eintracht Frankfurt die Europa League. Seit 2024 trainiert er den Premier-League-Verein Crystal Palace, mit dem er 2025 englischer Pokalsieger wurde und den FA Community Shield gewann.

## Karriere als Spieler
Glasner begann seine Karriere in der Jugendmannschaft des SV Riedau aus Oberösterreich. 1992 ging er zur SV Ried, für die er damals noch in der Zweiten Division aktiv war.

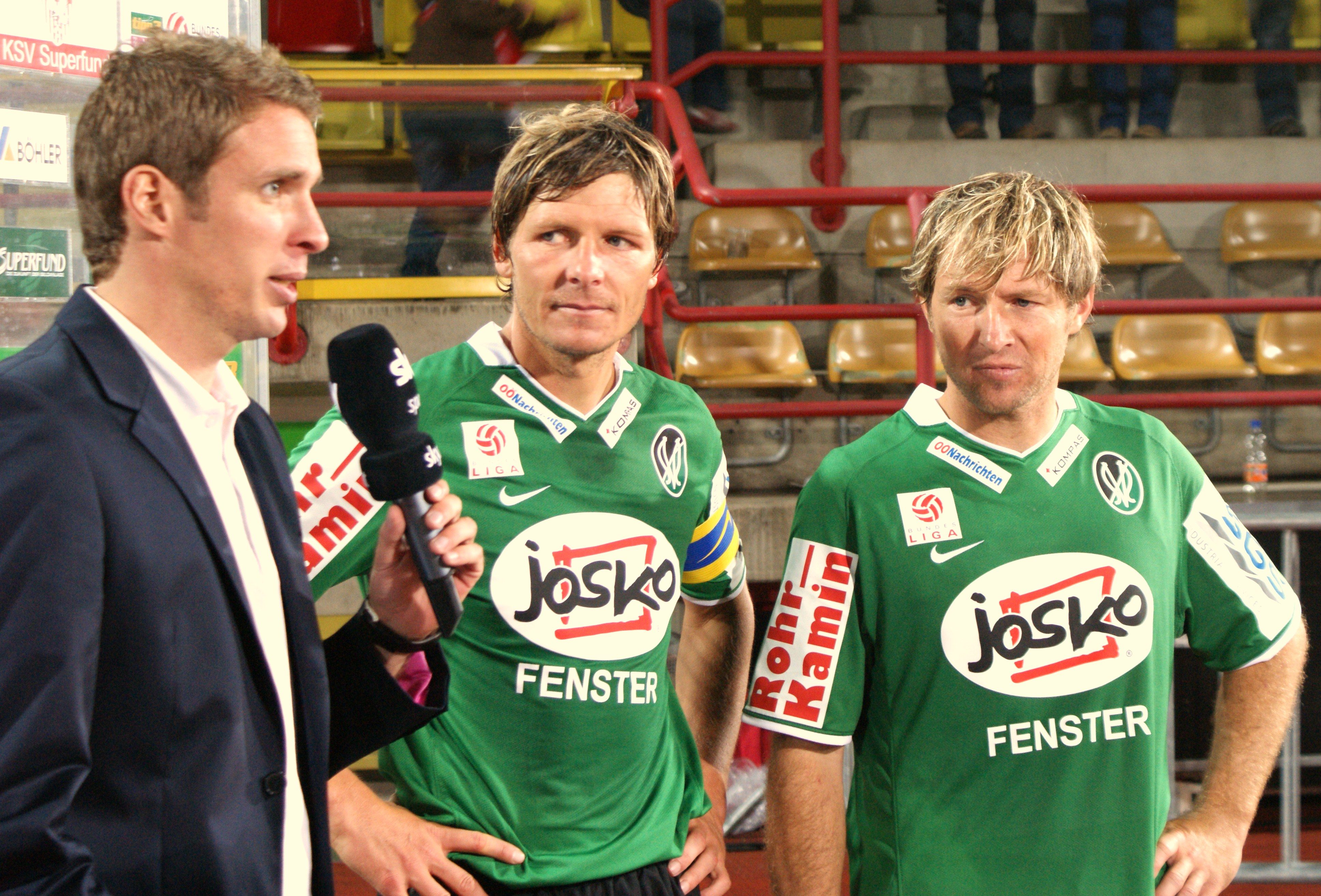
Oliver Glasner (Mitte) mit seinem Teamkollegen Herwig Drechsel bei einem Interview (2009)

1995 stieg er mit den Riedern in die Bundesliga auf und gab im selben Jahr sein Debüt in dieser Liga. Drei Jahre später, in der Saison 1997/98, gewann er mit diesem Team den ÖFB-Cup. Nach dem Abstieg der Rieder wechselte er für die Saison 2003/04 zum LASK nach Linz, kehrte aber bereits in der Folgesaison zurück. 2005 gelang der Wiederaufstieg in die höchste Liga Österreichs und 2010/11 wurde er mit der SV Ried zum zweiten Mal österreichischer Cupsieger. 2008 belegte Glasner bei der Wahl zu Österreichs Fußballer des Jahres Rang fünf.
Am 31. Juli 2011 zog sich Glasner im Spiel Rapid gegen Ried bei einem Kopfballduell ein Cut über dem Auge und eine leichte Gehirnerschütterung zu. Trotzdem begleitete er seine Mannschaft nach Dänemark zum Retourspiel in der Qualifikation zur Europa League gegen den Brøndby IF aus dem Kopenhagener Vorort Brøndby. Nach einem abschließenden Kopfballtraining kam es am 4. August 2011 zu einem Subduralhämatom, einer Blutung zwischen Gehirn und harter Hirnhaut, das noch am gleichen Tag operiert wurde. Glasner überstand die Operation gut, beendete aber auf Anraten der Ärzte am 23. August 2011 mit fast 37 Jahren seine Karriere.

## Karriere als Trainer und Funktionär

### Anfänge in Salzburg und Ried
Im Jahr 2006 schloss Oliver Glasner sein Studium an der deutschen Fernuniversität in Hagen als Diplom-Kaufmann ab. Nach seinem Karriereende wurde ihm der Trainerposten der zweiten Mannschaft der SV Ried angeboten, jedoch holte ihn Peter Vogl, Geschäftsführer von FC Red Bull Salzburg und Ehrenpräsident der SV Ried, im Jänner 2012 nach Salzburg. Bei RB Salzburg übernahm er als Assistent der Geschäftsleitung den Part als Sportlicher Koordinator. Nach der Ablöse von Ricardo Moniz übernahm Glasner unter dem neuen Cheftrainer der Salzburger, Roger Schmidt, den Posten des Co-Trainers. Zur Saison 2014/15 trat er das Cheftraineramt bei seinem Stammklub Ried an.

### Cheftrainer und Sportdirektor des LASK
Am 25. Mai 2015 wurde in einer Presseaussendung bekanntgegeben, dass Glasner zur Saison 2015/16 zum LASK Linz wechselt, um dort als Cheftrainer und Sportdirektor zu fungieren. Mit dem LASK stieg er 2017 in die Bundesliga auf und platzierte sich mit den Oberösterreichern zum Ende der Saison 2017/18 als Aufsteiger auf den vierten Platz, der zur Teilnahme an der zweiten Qualifikationsrunde zur UEFA Europa League berechtigte. Dort setzte sich der LASK gegen Lillestrøm SK durch, schied dann allerdings in der dritten Qualifikationsrunde aufgrund der Auswärtstorregel gegen Beşiktaş Istanbul aus. In der Saison 2018/19 belegte Glasner mit dem LASK in der regulären Saison den zweiten Platz und qualifizierte sich für die Meistergruppe. Dort konnte man hinter dem Meister FC Red Bull Salzburg den zweiten Platz halten und sich somit für die 2. Qualifikationsrunde der Champions League qualifizieren.

### VfL Wolfsburg
Zur Saison 2019/20 wechselte Glasner nach Deutschland und übernahm dort die Bundesligamannschaft des VfL Wolfsburg als Nachfolger von Bruno Labbadia. Er unterschrieb einen Vertrag mit einer Laufzeit bis zum 30. Juni 2022. Am Ende der Spielzeit belegte man den siebten Tabellenplatz und somit hatten es die Wolfsburger zum zweiten Mal in der Vereinsgeschichte geschafft, sich zwei aufeinanderfolgende Saisons für das europäische Geschäft zu qualifizieren. In der UEFA Europa League 2019/20 musste man sich im Achtelfinale Schachtar Donezk geschlagen geben.
In der Saison 2020/21 konnte man sich dank eines vierten Platzes für die UEFA Champions League qualifizieren. Des Weiteren wurde es die punktetechnisch dritterfolgreichste Saison der Clubgeschichte. In der UEFA Europa League 2020/21 war nach einer Niederlage gegen AEK Athen bereits in den Play-offs Schluss.
Trotz erfolgreicher Qualifikation für die Champions League verließ Glasner Wolfsburg nach zwei Spielzeiten. Grund dafür waren Spannungen mit Sportdirektor Jörg Schmadtke sowie mit einigen Spielern, darunter Mannschaftskapitän Josuha Guilavogui, der später erklärte: „Ich bin froh, dass er weg ist.“

### Eintracht Frankfurt

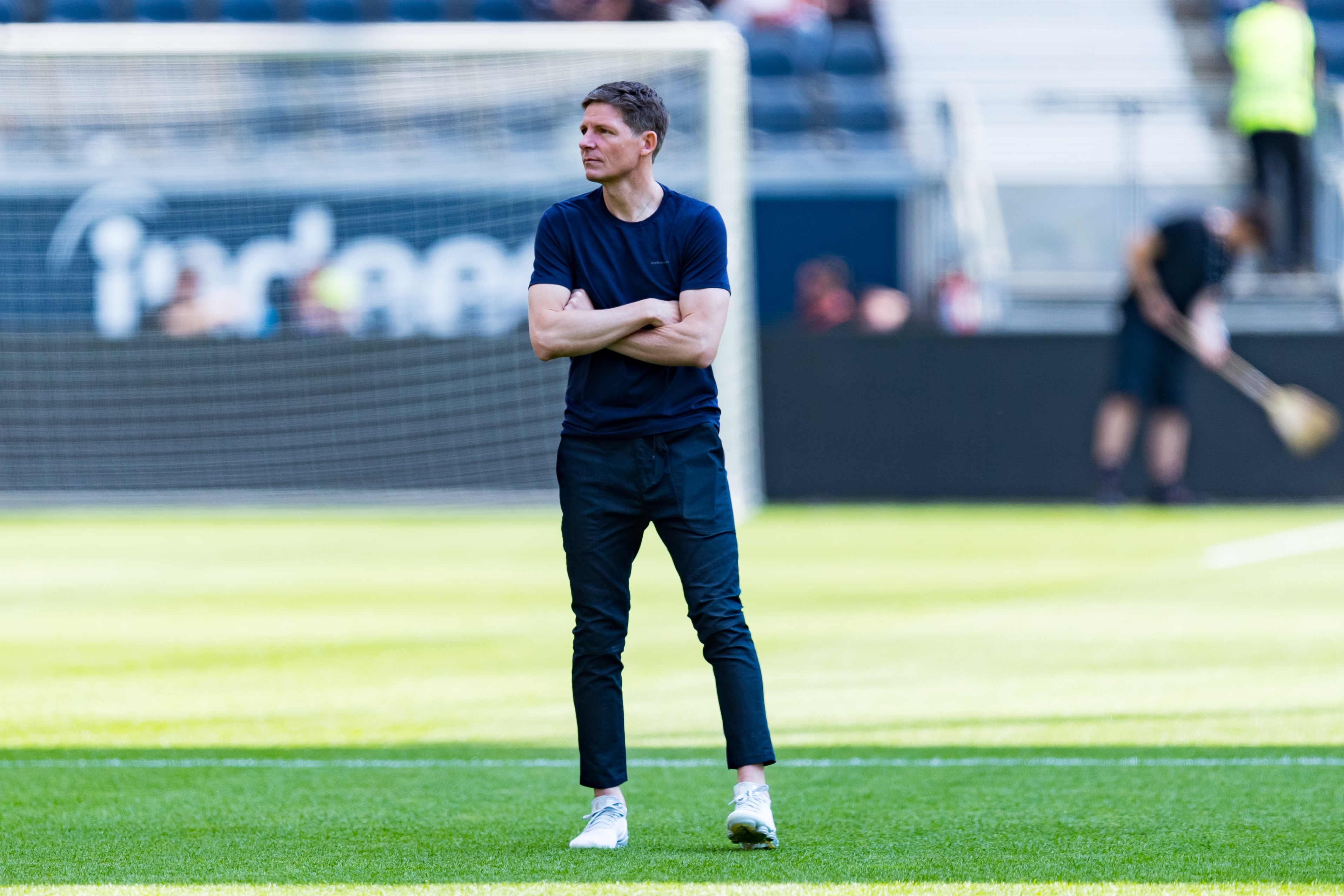
Oliver Glasner (2022) als Trainer von Eintracht Frankfurt vor einem Bundesligaspiel gegen Borussia Mönchengladbach

Zur Saison 2021/22 wechselte Glasner innerhalb der Bundesliga zu Eintracht Frankfurt als Nachfolger von Adi Hütter. Er unterschrieb einen Vertrag mit einer Laufzeit bis zum 30. Juni 2024. In der Liga stand die Mannschaft nach der Hinrunde auf dem sechsten Platz, mit nur einem Punkt Rückstand auf die Champions-League-Ränge. Aufgrund einer schwächeren Rückrunde wurde die Eintracht zum Ende der Bundesligasaison Elfter. In der Europa League umgingen die Frankfurter mit drei Siegen und drei Unentschieden als Gruppenerster die Finalrunden-Playoffs und qualifizierten sich direkt für die letzten 16. In der K.o.-Runde besiegte Glasners Mannschaft Betis Sevilla, den FC Barcelona sowie West Ham United und stand damit erstmals nach 42 Jahren wieder in einem europäischen Endspiel. Das Finale gegen die Glasgow Rangers am 18. Mai 2022 gewann sie im Elfmeterschießen. Damit gewann Glasner als dritter Österreicher nach Béla Guttmann (1961 und 1962 Europapokal der Landesmeister) und Ernst Happel (1970 und 1983 Europapokal der Landesmeister) einen Europapokal als Cheftrainer.
In der folgenden Saison nahm Eintracht Frankfurt zum ersten Mal seit der Spielzeit 1959/60 an der Endrunde der UEFA Champions League 2022/23 teil und erreichte hinter Tottenham Hotspur und vor Sporting Lissabon und Olympique Marseille als Gruppenzweiter die letzten 16. Die Hinrunde der Meisterschaft beendete man auf dem vierten Platz. Die Rückrunde war etwas schwächer und man beendete die Ligaspielzeit auf dem siebten Platz, somit qualifizierten sie sich für die Conference League. In der Champions League scheiterte man im Achtelfinale nach zwei Niederlagen am überlegenen italienischen Meister SSC Neapel. Anfang Mai 2023 verkündete der Verein, dass man nach dem Saisonende getrennte Wege gehen werde. Sein letztes Pflichtspiel als Cheftrainer der Eintracht war das DFB-Pokalfinale 2023 gegen Leipzig, welches mit 0:2 verloren wurde.

### Crystal Palace
Im Februar 2024 wechselte Glasner in die englische Premier League und übernahm den Hauptstadtklub Crystal Palace, bei dem er einen bis 2026 laufenden Vertrag erhielt.
Glasner übernahm die Londoner auf Platz 15 und schloss die Saison auf dem zehnten Rang ab. In 13 Spielen gewann das Team von Glasner 24 Punkte. Unter anderem gelang am 14. April 2024 ein 1:0-Auswärtssieg gegen den FC Liverpool, wodurch deren 29 Spiele andauernde Heimserie in Anfield endete. Am 6. Mai 2024 folgte ein 4:0-Heimsieg gegen Manchester United, der höchste Sieg der Vereinsgeschichte gegen diesen Gegner. Am letzten Spieltag gewann Palace mit 5:0 gegen Aston Villa und stellte damit den höchsten Premier-League-Heimsieg des Klubs ein. Die Saison 2023/24 endete mit 49 Punkten und dem zweiten Top-10-Abschluss in der Premier-League-Geschichte.
Mit einem 3:0 gegen Aston Villa im Londoner Wembley-Stadion am 26. April 2025 zog Glasners Mannschaft ins Finale des FA-Cup ein. Am 17. Mai 2025 holte Glasner mit Palace den ersten großen Titel in der Vereinsgeschichte, als er Manchester City im FA-Cup-Finale im Wembley-Stadion mit 1:0 besiegte. Die Premier League 2024/25 beendete Palace als Zwölfter mit dem bisherigen Vereinsrekord von 53 Punkten. Gegen den Meister  FC Liverpool gewann er, ebenfalls im Wembley-Stadion, den FA Community Shield 2025 durch einen Sieg im Elfmeterschießen.

## Erfolge

### Als Spieler
- Österreichischer Cupsieger (2): 1998, 2011 (beide SV Ried)
- Österreichischer Zweitligameister: 2005 (SV Ried)
- Aufstieg in die Bundesliga (2): 1995, 2005 (beide SV Ried)

### Als Cheftrainer
- Europa-League-Sieger: 2022 (Eintracht Frankfurt)
- Englischer Pokalsieger: 2025 (Crystal Palace)
- FA Community Shield: 2025 (Crystal Palace)
- Österreichischer Zweitligameister und Aufstieg in die Bundesliga: 2017 (LASK)